# Wahlkreis Finistère I
Der Wahlkreis Finistère I ist seit 1958 ein Wahlkreis (französisch circonscription électorale) für die französische Nationalversammlung.

## Von 1986 bis 2010

### Wahlkreisgebiet
Gesetz vom 24. November 1986 – Der Wahlkreis umfasst 5 Kantone: Briec, Fouesnant, Quimper-1, Quimper-2 und Quimper-3.

### Ergebnisse

#### Parlamentswahl 1997
| Kandidaten                  | Kandidaten            | Parteien                                  | 1. Wahlgang | 1. Wahlgang | 2. Wahlgang | 2. Wahlgang |
| Kandidaten                  | Kandidaten            | Parteien                                  | Stimmen     | %           | Stimmen     | %           |
| --------------------------- | --------------------- | ----------------------------------------- | ----------- | ----------- | ----------- | ----------- |
|                             | André Angotgewählt    | RPR – Rassemblement pour la République    | 19.571      | 38,8        | 28.891      | 52,9        |
|                             | Bernard Poignant      | SOC – Parti socialiste                    | 15.026      | 29,8        | 25.685      | 47,1        |
|                             | Michel Dor            | FN – Front national                       | 4.260       | 8,4         |             |             |
|                             | Yvonne Rainéro        | COM – Parti communiste français           | 3.853       | 7,6         |             |             |
|                             | Alain Uguen           | ECO – Les Verts                           | 2.598       | 5,1         |             |             |
|                             | Xavier Maréchal       | ECO – Génération écologie                 | 1.332       | 2,6         |             |             |
|                             | Marie-Claire Maléjacq | DVD – La Droite indépendante (MPF – CNIP) | 981         | 1,9         |             |             |
|                             | Anne-Marie Gentric    | EXG – Ligue communiste révolutionnaire    | 900         | 1,8         |             |             |
|                             | Jean-Louis François   | DIV – Unabh.                              | 894         | 1,8         |             |             |
|                             | Pierre Delignière     | ECO – Mouvement écologiste indépendant    | 788         | 1,6         |             |             |
|                             | Erwan de Cambourg     | DIV – Unabh.                              | 268         | 0,5         |             |             |
| Gesamt                      | Gesamt                | Gesamt                                    | 50.471      | 100         | 54.576      | 100         |
|                             |                       |                                           |             |             |             |             |
| Ungültige Stimmen           | Ungültige Stimmen     | Ungültige Stimmen                         | 2.156       | 4,1         | 2.541       | 4,4         |
| Wähler                      | Wähler                | Wähler                                    | 52.627      | 70,9        | 57.117      | 77,0        |
| Wahlberechtigte             | Wahlberechtigte       | Wahlberechtigte                           | 74.228      |             | 74.222      |             |
|                             |                       |                                           |             |             |             |             |
| Quelle: Assemblée nationale |                       |                                           |             |             |             |             |

#### Parlamentswahl 2002
| Kandidaten                                                            | Kandidaten                   | Parteien                                                | 1. Wahlgang | 1. Wahlgang | 2. Wahlgang | 2. Wahlgang |
| Kandidaten                                                            | Kandidaten                   | Parteien                                                | Stimmen     | %           | Stimmen     | %           |
| --------------------------------------------------------------------- | ---------------------------- | ------------------------------------------------------- | ----------- | ----------- | ----------- | ----------- |
|                                                                       | Marcelle Ramonetgewählt      | UMP – Union pour la majorité présidentielle             | 13.647      | 25,1        | 28.344      | 51,9        |
|                                                                       | Daniel Le Bigot              | VEC – Les Verts                                         | 13.979      | 25,7        | 26.270      | 48,1        |
|                                                                       | Benoit Lecomte               | UMP – Union pour la majorité présidentielle (Dissident) | 9.395       | 17,3        |             |             |
|                                                                       | Marc Andro                   | DVG – Cornouaille 2010                                  | 6.884       | 12,7        |             |             |
|                                                                       | René Corler                  | FN – Front national                                     | 2.376       | 4,4         |             |             |
|                                                                       | Baudoin de Pimodan           | DVD – Unabh.                                            | 1.814       | 3,3         |             |             |
|                                                                       | Yvonne Rainero               | COM – Parti communiste français                         | 1.491       | 2,7         |             |             |
|                                                                       | Valéry Le Douguet            | UDF – Union pour la démocratie française                | 928         | 1,7         |             |             |
|                                                                       | Annaig Le Gars               | REG – Régions et peuples solidaires                     | 711         | 1,3         |             |             |
|                                                                       | Janine Carrasco              | EXG – Tous ensemble à gauche                            | 677         | 1,2         |             |             |
|                                                                       | Bernard Garguet              | CPNT – Chasse, pêche, nature et traditions              | 578         | 1,1         |             |             |
|                                                                       | Marie-Christine Coustans     | ECO – Génération écologie                               | 520         | 1,0         |             |             |
|                                                                       | Serge Hardy                  | LO – Lutte Ouvrière                                     | 480         | 0,9         |             |             |
|                                                                       | Claudine Dupont-Tingaud      | MNR – Mouvement national républicain                    | 379         | 0,7         |             |             |
|                                                                       | Frédéric Le Loc’h            | PREP – Pôle républicain                                 | 368         | 0,7         |             |             |
|                                                                       | Marie-Louise Riou Le Guellec | DIV – Unabh.                                            | 114         | 0,2         |             |             |
| Gesamt                                                                | Gesamt                       | Gesamt                                                  | 54.341      | 100         | 54.614      | 100         |
|                                                                       |                              |                                                         |             |             |             |             |
| Ungültige Stimmen                                                     | Ungültige Stimmen            | Ungültige Stimmen                                       | 997         | 1,8         | 1.628       | 2,9         |
| Wähler                                                                | Wähler                       | Wähler                                                  | 55.338      | 69,7        | 56.242      | 70,8        |
| Wahlberechtigte                                                       | Wahlberechtigte              | Wahlberechtigte                                         | 79.422      |             | 79.406      |             |
|                                                                       |                              |                                                         |             |             |             |             |
| Quellen: Innenministerium, Ergebnis – Assemblée nationale, Kandidaten |                              |                                                         |             |             |             |             |

#### Parlamentswahl 2007
| Kandidaten               | Kandidaten                 | Parteien                                                      | 1. Wahlgang | 1. Wahlgang | 2. Wahlgang | 2. Wahlgang |
| Kandidaten               | Kandidaten                 | Parteien                                                      | Stimmen     | %           | Stimmen     | %           |
| ------------------------ | -------------------------- | ------------------------------------------------------------- | ----------- | ----------- | ----------- | ----------- |
|                          | Jean-Jacques Urvoasgewählt | SOC – Parti socialiste                                        | 16.922      | 29,9        | 29.539      | 52,1        |
|                          | Marcelle Ramonet           | UMP – Union pour un mouvement populaire                       | 23.200      | 40,9        | 27.122      | 47,9        |
|                          | Daniel Le Bigot            | VEC – Les Verts                                               | 5.735       | 10,1        |             |             |
|                          | Isabelle Le Bal            | UDFD – Union pour la démocratie française/Mouvement démocrate | 5.567       | 9,8         |             |             |
|                          | Janine Carrasco            | EXG – Ligue communiste révolutionnaire                        | 1.592       | 2,8         |             |             |
|                          | Yvonne Rainero             | COM – Parti communiste français                               | 1.304       | 2,3         |             |             |
|                          | Xavier Deghilage           | FN – Front national                                           | 987         | 1,7         |             |             |
|                          | Alain-Pierre Rousseau      | MPF – Mouvement pour la France                                | 438         | 0,8         |             |             |
|                          | Gilles Messaoudi           | DIV – Unabh.                                                  | 430         | 0,8         |             |             |
|                          | Serge Hardy                | EXG – Lutte Ouvrière                                          | 325         | 0,6         |             |             |
|                          | Didier Marzin              | EXD – Mouvement national républicain                          | 165         | 0,3         |             |             |
| Gesamt                   | Gesamt                     | Gesamt                                                        | 56.665      | 100         | 56.661      | 100         |
|                          |                            |                                                               |             |             |             |             |
| Ungültige Stimmen        | Ungültige Stimmen          | Ungültige Stimmen                                             | 737         | 1,3         | 1.289       | 2,2         |
| Wähler                   | Wähler                     | Wähler                                                        | 57.402      | 67,8        | 57.950      | 68,4        |
| Wahlberechtigte          | Wahlberechtigte            | Wahlberechtigte                                               | 84.724      |             | 84.715      |             |
|                          |                            |                                                               |             |             |             |             |
| Quelle: Innenministerium |                            |                                                               |             |             |             |             |

## Seit 2010

### Wahlkreisgebiet
- Découpage électoral: Ordonnanz n° 2009-935 vom 29. Juli 2009[2] (Ratifikation: Gesetz n° 2010-165 vom 23. Februar 2010[3]) – Keine territorialen Änderungen.
- Redécoupage cantonal: Dekret vom 18. Februar 2014.[4]

### Ergebnisse

#### Parlamentswahl 2012
| Kandidaten               | Kandidaten                 | Parteien                                         | 1. Wahlgang | 1. Wahlgang | 2. Wahlgang | 2. Wahlgang |
| Kandidaten               | Kandidaten                 | Parteien                                         | Stimmen     | %           | Stimmen     | %           |
| ------------------------ | -------------------------- | ------------------------------------------------ | ----------- | ----------- | ----------- | ----------- |
|                          | Jean-Jacques Urvoasgewählt | SOC – Parti socialiste                           | 25.959      | 49,4        | 31.566      | 62,7        |
|                          | Georges-Philippe Fontaine  | UMP – Union pour un mouvement populaire          | 14.335      | 27,3        | 18.743      | 37,3        |
|                          | Alain Rousseau             | FN – Front national                              | 3.757       | 7,1         |             |             |
|                          | Martine Petit              | VEC – Europe Écologie Les Verts                  | 2.775       | 5,3         |             |             |
|                          | André Bernard              | FG – Front de gauche (Parti communiste français) | 2.590       | 4,9         |             |             |
|                          | Corine Nicolas             | CEN – Mouvement démocrate                        | 1.399       | 2,7         |             |             |
|                          | Pierre Langlais            | PRV – Parti radical valoisien                    | 897         | 1,7         |             |             |
|                          | Hubert Bodin               | DVD – Parti chrétien-démocrate                   | 596         | 1,1         |             |             |
|                          | Serge Hardy                | EXG – Lutte Ouvrière                             | 248         | 0,5         |             |             |
|                          | Silviane Le Menn           | AUT – Unabh.                                     | 9           | 0,0         |             |             |
| Gesamt                   | Gesamt                     | Gesamt                                           | 52.565      | 100         | 50.309      | 100         |
|                          |                            |                                                  |             |             |             |             |
| Ungültige Stimmen        | Ungültige Stimmen          | Ungültige Stimmen                                | 781         | 1,5         | 1.509       | 2,9         |
| Wähler                   | Wähler                     | Wähler                                           | 53.346      | 62,1        | 51.818      | 60,3        |
| Wahlberechtigte          | Wahlberechtigte            | Wahlberechtigte                                  | 85.917      |             | 85.899      |             |
|                          |                            |                                                  |             |             |             |             |
| Quelle: Innenministerium |                            |                                                  |             |             |             |             |

#### Parlamentswahl 2017
| Kandidaten               | Kandidaten            | Parteien                                                       | 1. Wahlgang | 1. Wahlgang | 2. Wahlgang | 2. Wahlgang |
| Kandidaten               | Kandidaten            | Parteien                                                       | Stimmen     | %           | Stimmen     | %           |
| ------------------------ | --------------------- | -------------------------------------------------------------- | ----------- | ----------- | ----------- | ----------- |
|                          | Annaïg Le Meurgewählt | REM – La République en marche                                  | 18.980      | 38,2        | 20.925      | 54,5        |
|                          | Jean-Jacques Urvoas   | SOC – Parti socialiste                                         | 9.822       | 19,8        | 17.502      | 45,5        |
|                          | Claire Levry-Gérard   | UDI – Union des démocrates et indépendants                     | 5.896       | 11,9        |             |             |
|                          | Jugdeep Harvinder     | FI – La France insoumise                                       | 4.946       | 10,0        |             |             |
|                          | Christel Hénaff       | FN – Front national                                            | 3.057       | 6,2         |             |             |
|                          | Jean-Pierre Bigorgne  | ECO – Europe Écologie Les Verts                                | 2.325       | 4,7         |             |             |
|                          | Christian Rose        | DVD – Unabh.                                                   | 1.091       | 2,2         |             |             |
|                          | Yves Brun             | REG – Oui la Bretagne (UDB – MBP)                              | 1.007       | 2,0         |             |             |
|                          | Yvonne Rainero        | COM – Parti communiste français                                | 590         | 1,2         |             |             |
|                          | Jeannine Le Du        | DLF – Debout la France                                         | 550         | 1,1         |             |             |
|                          | Alain Rousseau        | EXD – Union des patriotes (Souveraineté, identité et libertés) | 417         | 0,8         |             |             |
|                          | Uisant Créquer        | DVG – Nouvelle Donne                                           | 407         | 0,8         |             |             |
|                          | Marie-Françoise Mao   | DIV – Union populaire républicaine                             | 298         | 0,6         |             |             |
|                          | Serge Hardy           | EXG – Lutte Ouvrière                                           | 293         | 0,6         |             |             |
| Gesamt                   | Gesamt                | Gesamt                                                         | 49.679      | 100         | 38.427      | 100         |
|                          |                       |                                                                |             |             |             |             |
| Leere Stimmzettel        | Leere Stimmzettel     | Leere Stimmzettel                                              | 597         | 1,2         | 2.639       | 6,2         |
| Ungültige Stimmzettel    | Ungültige Stimmzettel | Ungültige Stimmzettel                                          | 304         | 0,6         | 1.164       | 2,8         |
| Wähler                   | Wähler                | Wähler                                                         | 50.580      | 56,9        | 42.230      | 47,5        |
| Wahlberechtigte          | Wahlberechtigte       | Wahlberechtigte                                                | 88.861      |             | 88.866      |             |
|                          |                       |                                                                |             |             |             |             |
| Quelle: Innenministerium |                       |                                                                |             |             |             |             |

#### Parlamentswahl 2022
| Kandidaten               | Kandidaten                | Parteien                                                                         | 1. Wahlgang | 1. Wahlgang | 2. Wahlgang | 2. Wahlgang |
| Kandidaten               | Kandidaten                | Parteien                                                                         | Stimmen     | %           | Stimmen     | %           |
| ------------------------ | ------------------------- | -------------------------------------------------------------------------------- | ----------- | ----------- | ----------- | ----------- |
|                          | Annaïg Le Meurgewählt     | ENS – Ensemble ! (La République en marche)                                       | 17.432      | 35,5        | 25.447      | 53,9        |
|                          | Grégory Lebert            | NUP – Nouvelle union populaire écologique et sociale (Europe Écologie Les Verts) | 15.760      | 32,1        | 21.772      | 46,1        |
|                          | Christel Hénaff           | RN – Rassemblement National                                                      | 5.339       | 10,9        |             |             |
|                          | Isabelle Ménard           | UDI – Union des démocrates et indépendants                                       | 3.615       | 7,4         |             |             |
|                          | Georges-Philippe Fontaine | DVD – Unabh. (LR Dissident)                                                      | 2.266       | 4,6         |             |             |
|                          | France Herman             | REC – Reconquête                                                                 | 1.782       | 3,6         |             |             |
|                          | Bernard Le Rest           | REG – Union démocratique bretonne                                                | 1.213       | 2,5         |             |             |
|                          | Thierry Billard           | DSV – Les Patriotes                                                              | 630         | 1,3         |             |             |
|                          | Izold Guégan              | REG – Parti Breton                                                               | 590         | 1,2         |             |             |
|                          | Élisabeth Piro            | DXG – Lutte Ouvrière                                                             | 495         | 1,0         |             |             |
| Gesamt                   | Gesamt                    | Gesamt                                                                           | 49.122      | 100         | 47.219      | 100         |
|                          |                           |                                                                                  |             |             |             |             |
| Leere Stimmzettel        | Leere Stimmzettel         | Leere Stimmzettel                                                                | 806         | 1,6         | 1.964       | 3,9         |
| Ungültige Stimmzettel    | Ungültige Stimmzettel     | Ungültige Stimmzettel                                                            | 345         | 0,7         | 933         | 1,9         |
| Wähler                   | Wähler                    | Wähler                                                                           | 50.273      | 54,5        | 50.116      | 54,3        |
| Wahlberechtigte          | Wahlberechtigte           | Wahlberechtigte                                                                  | 92.327      |             | 92.338      |             |
|                          |                           |                                                                                  |             |             |             |             |
| Quelle: Innenministerium |                           |                                                                                  |             |             |             |             |

#### Parlamentswahl 2024
| Kandidaten               | Kandidaten            | Parteien                                        | 1. Wahlgang | 1. Wahlgang | 2. Wahlgang | 2. Wahlgang |
| Kandidaten               | Kandidaten            | Parteien                                        | Stimmen     | %           | Stimmen     | %           |
| ------------------------ | --------------------- | ----------------------------------------------- | ----------- | ----------- | ----------- | ----------- |
|                          | Annaïg Le Meurgewählt | ENS – Ensemble pour la République (Renaissance) | 22.422      | 33,0        | 27.066      | 39,7        |
|                          | Grégory Lebert        | UG – Nouveau Front populaire (Les Écologistes)  | 22.303      | 32,8        | 24.096      | 35,3        |
|                          | Christel Hénaff       | RN – Rassemblement National                     | 16.083      | 23,7        | 17.015      | 25,0        |
|                          | Alain Le Grand        | LR – Les Républicains                           | 5.652       | 8,3         |             |             |
|                          | Serge Hardy           | REC – Reconquête                                | 858         | 1,3         |             |             |
|                          | France Herman         | EXG – Lutte Ouvrière                            | 620         | 0,9         |             |             |
| Gesamt                   | Gesamt                | Gesamt                                          | 67.938      | 100         | 68.177      | 100         |
|                          |                       |                                                 |             |             |             |             |
| Leere Stimmzettel        | Leere Stimmzettel     | Leere Stimmzettel                               | 1.156       | 1,7         | 1.347       | 1,9         |
| Ungültige Stimmzettel    | Ungültige Stimmzettel | Ungültige Stimmzettel                           | 495         | 0,7         | 545         | 0,8         |
| Wähler                   | Wähler                | Wähler                                          | 69.589      | 75,4        | 70.069      | 75,9        |
| Wahlberechtigte          | Wahlberechtigte       | Wahlberechtigte                                 | 92.336      |             | 92.349      |             |
|                          |                       |                                                 |             |             |             |             |
| Quelle: Innenministerium |                       |                                                 |             |             |             |             |